# Pan Am (serie de televisión)
Pan Am fue una serie de televisión estadounidense centrada alrededor de la emblemática línea aérea Pan American World Airways durante su época de mayor éxito, en la década de 1960. 
El drama de época, del escritor Jack Orman (ER) y el director Thomas Schlamme (The West Wing), fue producido por Sony Pictures Television. En mayo de 2011, la ABC la escogió para transmitirla durante su temporada 2011-2012. Sony tiene la licencia de los derechos del nombre y el logotipo de la Pan Am Systems, por parte de una empresa que adquirió la marca Pan Am en 1998.
La serie se estrenó el 25 de septiembre de 2011. Su primera temporada finalizó el 19 de febrero del 2012, después de que se hubieran emitido sus 14 capítulos.
El 10 de mayo de 2012, la cadena ABC anunció su decisión de no renovar la serie para una segunda temporada.

## Argumento
La serie se centra en los pilotos y asistentes de vuelo que trabajan para la compañía de fama mundial Pan Am, en 1963. Narra los años dorados de la Pan American World Airways, la aerolínea internacional más importante de Estados Unidos en los años 60, desde el punto de vista de pilotos, azafatas y los turistas más exigentes.

## Elenco

### Personajes principales
- Christina Ricci como Margaret "Maggie" Ryan.
- Margot Robbie como Laura Cameron.
- Michael Mosley como Ted Vanderway.
- Karine Vanasse como Colette Valois.
- Mike Vogel como Dean Lowrey.
- Kelli Garner' como Catherine "Kate" Cameron.

### Personajes recurrentes
- Annabelle Wallis como Bridget Pierce.
- Jeremy Davidson como Richard Parks.
- Kal Parekh como Sanjeev.
- David Harbour como Roger Anderson.
- Colin Donnell como Mike Ruskin.
- Jay O. Sanders como Douglas Vanderway.
- Goran Visnjic como Niko Lonza.[5]
- Ashley Greene como Amanda Mason.

## Episodios
| Temporada | Temporada | Episodios | Emisión original         | Emisión original      |
| Temporada | Temporada | Episodios | Inicio                   | Final                 |
| --------- | --------- | --------- | ------------------------ | --------------------- |
|           | 1         | 14        | 25 de septiembre de 2011 | 19 de febrero de 2012 |

## Distribución internacional
La serie salió al aire en Canadá en la CTV, y en la ABC la misma noche, pero se la transmitió en intervalos de tiempo diferentes, según la región. También salió al aire en el canal de cable hermano de la CTV, Bravo! los sábados. En el Reino Unido, Pan Am se retransmitió por BBC Two.
En España, la serie se emitió a través de Canal+, dónde se estrenó el 29 de octubre de 2011. La Televisión del Principado de Asturias, TPA, la estrenó el 10 de noviembre de 2012.
En Latinoamérica, el canal Sony comenzó a emitir la serie a partir del 12 de junio de 2012, sustituyendo a Revenge.
En Costa Rica, el canal Teletica comenzó a emitir la serie, doblada al español, el 15 de octubre de 2012, sustituyendo a V.

## Publicidad
La edición del 12 de septiembre de TV Guide Fall Preview incluye un anuncio en la parte posterior de la revista con Ricci, Garner, Vanasse, y Robbie caracterizadas como sus personajes en una cubierta de ficción para TV Guide usando el logo que la revista tenía en 1960.

## Recepción de la crítica
Pan Am obtuvo un 67/100 en Metacritic basado en 18 opiniones diferentes, con críticas generalmente favorables.
Matthew Gilbert de The Boston Globe le dio a la serie un grado "B", comentando que: "Junto a The Playboy Club es la mejor asociación dramática de la década de 1960. El romance y la atractiva y estilizada inocencia de la época son adictivos; pero la trama de espionaje ligada a la historia política es absurda. Y el mensaje del poder de las mujeres crece débil".
"Elegante romance trotamundos. Nueva adicción dominical de Estados Unidos" —TV Guide.
"Uno de los mejores shows de otoño" —TheInsider.com